# Stefanium
Das Stefanium, häufig verkürzt zu Stefan (auch in der französischen Form Stéphanien gebraucht), ist in der Erdgeschichte ein Zeitabschnitt des Karbon (Paläozoikum). Es handelt sich um die obere regionale oder supraregionale Stufe des Karbon bzw. des Subsystems Silesium. Es wird von der regionalen Stufe des Westfalium unterlagert und von der regionalen Stufe des Autunium, der untersten Stufe des Perm von Mitteleuropa (Dyas) überlagert. Der Begriff konnte sich im internationalen Gebrauch nicht durchsetzen und entspricht den globalen chronostratigraphischen Stufen des Kasimovium und dem unteren Gzhelium. Durch neuere Untersuchungen stellte sich heraus, dass die Grenze Stefanium/Autunium diachron verläuft bzw. faziesabhängig ist und innerhalb des globalen Karbon liegt. In absoluten Zahlen ausgedrückt beginnt das Stefanium bei etwa 305 Millionen Jahren und endet regional und faziell unterschiedlich bei etwa 302 bis etwa 300 Millionen, also deutlich vor der globalen Karbon/Perm-Grenze, die heute geochronologisch auf 299 Millionen Jahren datiert wird.

## Geschichte und Namensgebung
Der Begriff Stefanium bzw. Stéphanien wurde von Ernest Munier-Chalmas und Albert de Lapparent 1894 in die Literatur eingeführt. Es ist nach der Stadt Saint-Étienne (Département Loire, Frankreich) benannt. Die lateinische Bezeichnung der Stadt lautet Stephanus.

## Definition und Korrelation

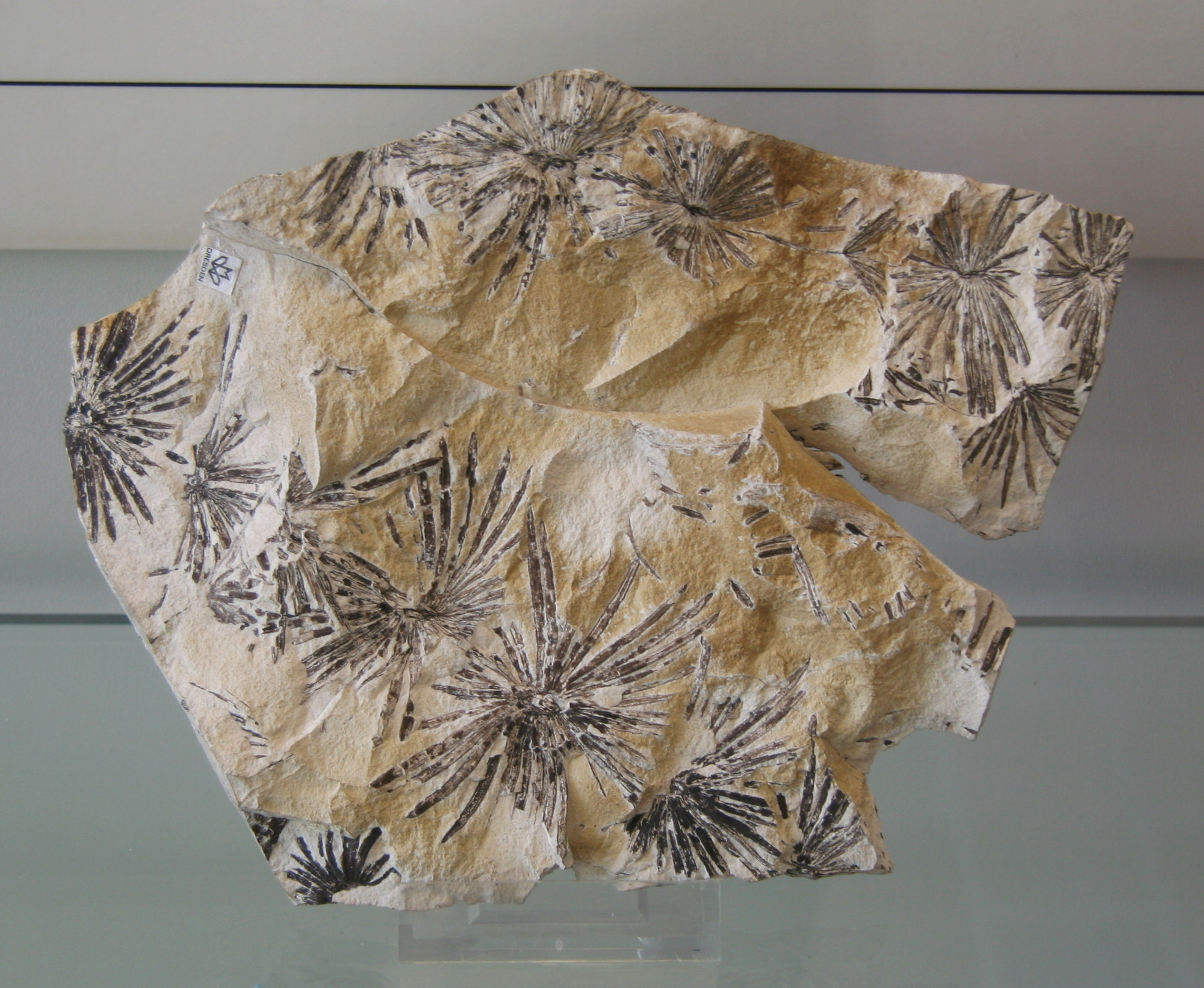
Fossil von Annularia stellata

Die Basis des Stefanium war in erster Linie lithologisch-faziell definiert. Über einer Diskordanz mit wahrscheinlich deutlicher Schichtlücke setzen limnisch-terrestrische Schichten ein, die Pflanzenfossilien (Bowmanites verticillata (Schlotheim) Hoskins & Crosse, 1943, Annularia stellata und Pecopteris polymorpha) enthalten. Im marinen Bereich setzt die Foraminiferen-Gattung Triticites ein. Inzwischen wird die Westfalium/Stefanium-Grenze mit der Moskovium/Kasimovium-Grenze korreliert. Die umstrittene Cantabrium-Unterstufe wird zum Stefanium gerechnet. Sie ist jedoch außerhalb Nordspaniens nicht nachzuweisen. Deshalb ist die derzeitige Westfalium/Stefanium-Grenze immer noch mit gewissen Unsicherheiten behaftet.
Die Obergrenze des Stefanium (und damit des mitteleuropäischen Karbon) bzw. die Untergrenze des Autuniums (und damit die Grenze des mitteleuropäischen Perm) wurde von Bertrand (1918) mit dem Erstauftreten von „Callipteris“ conferta (heute Autunia conferta aus der Gruppe der Peltaspermales) definiert. Diese Definition des Beginns des Autuniums (und des Perms in Mitteleuropa) ist aber äußerst problematisch. Später stellte sich nämlich heraus, dass sich Ablagerungen mit als stefanisch angesehenen Pflanzenfossilien mit Ablagerungen wechsellagern oder lateral vertreten, die autunische Pflanzenfossilien enthalten. Dies liegt daran, dass Autunia meso- oder xerophil war und an feuchten Standorten nicht vorkam. Autunia-Fossilien sind zudem seltener erhalten als Pflanzen in der Nähe von Gewässern. Diese haben in Gewässern bessere Erhaltungs- und Überlieferungschancen als Autunia auf trockenen Standorten. Die Callipteriden sind relativ schwierig zu bestimmen; viele Bestimmungen von Autunia conferta sind Fehlbestimmungen und müssen richtiggestellt werden. Nach heutiger Erkenntnis setzt Autunia conferta bereits im Stefan B von Blanzy ein, beginnt also noch deutlich im höheren Karbon. Im Rotliegend des Saar-Nahe-Beckens setzt Autunia conferta jedoch erst deutlich über der Basis des Rotliegend ein. Der Beginn des Stefanium B des europäischen Oberkarbon wird heute mit dem höchsten Teil der internationalen chronostratigraphischen Kasimovium-Stufe korreliert; es reicht bis in die untere Gzhelium-Stufe hinein. Es besteht damit eine deutliche Diskrepanz zwischen dem biostratigraphisch definierten Beginn des Autuniums und dem Beginn des lithostratigraphisch definierten Unterrotliegend, mit dem das Autunium früher korreliert wurde.
Entsprechend unsicher sind die absoluten Alter des Stefanium. Nach der Stratigraphischen Tabelle von Deutschland 2002 (STD2002) reicht es von 305 bis etwa 302/300 Millionen Jahre bei stark diachroner Obergrenze. Nach der kalibrierten Zeitskala von Menning et al. (2006) von etwa 306 bis 300 Millionen Jahre bzw. von etwa 307 bis 302 Millionen Jahren in der International Stratigraphic Chart 2009, wobei von der globalen Moskovium/Kasimovium-Grenze bis Mitte des Gzhelium gerechnet wurde.

## Untergliederung des Stefanium
Die regionale Stufe des Stefanium wurde traditionell in drei Unterstufen unterteilt, die als Stefanium A, B und C bezeichnet wurden. Einige Autoren versuchten noch ein Stefanium D zu begründen, das sich als nicht haltbar erwies. Das Stefanium liegt in Mitteleuropa diskordant auf dem Westfalium D mit einer Schichtlücke unbekannter Dauer. R. H. Wagner (1969) beschrieb aus Kantabrien, wo der Übergang vollständiger ist, an der Basis des Stefanium noch das Cantabrium (auch Kantabrium). Später wurde das Stefanium A in das Barruelium umbenannt. Für das Stefanium B/C schlugen Doubinger et al. (1995) eine neue Stufe Forezium (Forezien) vor, nach Forez, einer Landschaft in Frankreich, die bisher kaum Beachtung gefunden hat.
- Stefanium C (Forezium)
- Stefanium B (Forezium)
- Stefanium A (Barruelium)
- Cantabrium (auch Kantabrium)